# Colom imperial de les Salomó
El colom imperial de les Salomó (Ducula brenchleyi) és una espècie d'ocell de la família dels colúmbids (Columbidae) que habita zones boscoses de les Illes Salomó.
Els seus hàbitats naturals són boscos de terra baixa humida subtropical o tropical i boscos de muntanya humits subtropicals o tropicals, predominantment en elevacions d'entre 200 i 700 metres, tot i que la desforestació provoca el seu desplaçament a altures superiors.
S'alimenta principalment de figues banyanes.